# Philodromus petrobius
Philodromus petrobius este o specie de păianjeni din genul Philodromus, familia Philodromidae, descrisă de Schmidt și Krause, 1995. Conform Catalogue of Life specia Philodromus petrobius nu are subspecii cunoscute.